# Sigmund Ruud
Pour les articles homonymes, voir Ruud.
Sigmund Ruud, né le 30 décembre 1907 et mort le 7 avril 1994, est un sauteur à ski norvégien, devenu champion du monde en 1929. Il a également pratiqué le combiné nordique et le ski alpin.

## Biographie
Né à Kongsberg, il devient membre du club local de ski.
Il est l'aîné d'une fraterie de trois, avec Birger et Asbjørn, qui sont aussi devenus champions de saut à ski. Ils ont la particularité d'avoir tous reçu la Médaille Holmenkollen, Sigmund l'obtenant en 1949.
En 1926, il s'illustre au Festival de ski de Holmenkollen, où il domine la compétition junior de combiné nordique, mais impressionne avant tout avec son saut. Il se qualifie pour les Jeux olympiques d'hiver de 1928, où il prend la médaille d'argent du concours de saut à ski, derrière son compatriote Alf Andersen.
En 1929, à Zakopane, il devient champion du monde. L'année suivante, il perd son titre mondial, mais gagne la médaille de bronze à Oslo.
Aux Jeux olympiques d'hiver de 1932, il se classe septième.
Il prend part aux Jeux olympiques de Garmisch-Partenkirchen en 1936, où il court en combiné de ski alpin ; il doit abandonner à mi-parcours après s'être blessé à la descente.
En 1938, il publie un livre sur le ski qui reçoit un excellent accueil Skispor Krysser Verden.
Il siège ensuite au Comité du saut à ski à la Fédération internationale de ski durant ces deux périodes : 1946–1955 et 1959–1967. Il est également propriétaire d'un magasin de sport à Oslo.

## Palmarès

### Jeux olympiques
| Épreuve / Édition | St-Moritz 1928 | Lake Placid 1932 |
| Individuel        | Argent         | 7e               |

### Championnats du monde
| Épreuve / Édition | Zakopane 1929 | Oslo 1930 | Oberhof 1931 |
| Individuel        | Or            | Bronze    | 6e           |